# ام‌پی‌تری‌تگ
ام‌پی‌تری‌تگ (به انگلیسی: Mp3tag) یا ام‌پی۳تگ یک ویرایشگر فراداده رایگان‌افزار برای بسیاری از قالب‌های پرونده صوتی در مایکروسافت ویندوز است. در سیستم‌عامل‌های شبه یونیکس به‌کمک واین قابل اجرا می‌باشد، هرچند نرم‌افزار جایگزین آزاد برای این سیستم‌عامل‌ها وجود دارد مانند پادل‌تگ (به انگلیسی: Puddletag) که به زبان پایتون و کیوت نوشته شده‌است.
ام‌پی‌تری‌تگ از قالب‌های صوتی روبرو پشتیبانی می‌کند: ای‌ای‌سی، فلک، مانکیز آدیو، ام‌پی‌تری، ام‌پی‌ئی‌جی-۴ (سازگار با ام‌پی۴/ام۴ای/ام۴بی/آی‌تیونز)، ام‌پی‌سی، اوجی‌جی، اس‌پی‌اکس، تی‌ای‌کی، دابلیوام‌ای، دابلیووی

## قابلیت‌ها
- ویرایش دسته‌ای برچسب. برچسب‌های آی‌دی۳ نگارش ۱٫۱، آی‌دی۳ نگارش ۲٫۳، آی‌دی۳ نگارش ۲٫۴، ام‌پی‌ئی‌جی-۴، دابلیوام‌ای، ای‌پی‌ئی۲ و وربیس کامنت‌ها را همزمان در پرونده‌ها می‌نویسد.
- پشتیبانی کامل از یونی‌کد
- پشتیبانی از جلد جاسازی‌شده آلبوم
- ایجاد خودکار فهرست‌های پخش
- پشتیبانی از زیرپوشه‌های بازگشتی
- نقشه‌برداری از فیلدهای تعریف‌شده به‌دست کاربر
- حذف بخش‌هایی از یک برچسب یا تمام آن از چندین پرونده
- تغییر نام پرونده‌ها مبتنی بر اطلاعات برچسب
- واردکردن برچسب‌ها از نام پرونده‌ها و پرونده‌های متنی
- قالب‌بندی برچسب‌ها و نام پرونده‌ها
- جایگزین‌کردن کاراکترها یا واژه‌ها از برچسب‌ها و نام پرونده‌ها
- عبارت باقاعده
- بردن اطلاعات برچسب به قالب‌های تعریف‌شده به‌دست کاربر (مانند اچ‌تی‌ام‌ال، آرتی‌اف، سی‌اس‌وی، اکس‌ام‌ال و تی‌اکس‌تی)
- بردن اطلاعات برچسب از پایگاه‌های داده برخطر مانند فری‌دی‌بی، دیسکوگز، موزیک‌برینز و آمازون (همچنین با جستجوی متنی)
- واردکردن اطلاعات برچسب از پایگاه‌های داده فری‌دی‌بی محلی
- پشتیبانی از آی‌دی۳ نگارش ۲٫۳ (ایزو-۸۸۵۹-۱ و یوتی‌اف-۱۶) و آی‌دی۳ نگارش ۲٫۴ همراه یوتی‌اف-۸